# Liber de causis
Il Liber de causis (titolo originale: Kitāb ul-īḍāḥ li-Arisţūţālis fi'l-khayri'l-maḥd, "Il libro della spiegazione di Aristotele sul Bene assoluto") è un elenco di proposizioni a carattere filosofico e teologico, realizzato nel circolo filosofico di al-Kindi intorno alla metà del IX secolo.
Noto all'Occidente latino con questo titolo, grazie alla traduzione fattane da Gerardo da Cremona nel 1180, fu a lungo erroneamente attribuito ad Aristotele, fino a che Tommaso d'Aquino ne contestò l'attribuzione. Il modello di un edificio sistematico del sapere che iniziava dalla logica e si concludeva con la metafisica, articolata in scienza delle cause prime e supreme, e teologia razionale della processione dell'universo dall'Uno, la quale rivendicava il carattere di scienza dimostrativa, si era così tanto affermato nei secoli che le contestazioni di Averroè e di Tommaso non impedirono che si continuasse a leggere e commentare questo testo.
Dopo la chiusura delle scuole filosofiche di Atene nel 529, il pensiero di Aristotele venne in parte trascurato dall'occidente latino, ma venne conservato nei monasteri grazie ai monaci ed in Mesopotamia e Siria grazie all'opera di traduzione delle sue opere dal greco in arabo per lo più per opera dei cristiani nestoriani. I compilatori siriani e persiani però inserirono nel catalogo delle opere di Aristotele due opere apocrife di stampo neoplatonico, il Liber de causis e La teologia di Aristotele, tratto dalle Enneadi di Plotino. Citato per la prima volta da Alano di Lilla, fu considerato opera di Aristotele fino al 1268, quando Guglielmo di Moerbeke tradusse l'Elementatio Theologica di Proclo, e Tommaso scoprì esserne questa la fonte immediata (Plotino ne era invece la fonte remota). Alberto Magno, invece, attribuiva il Liber de Causis ad un certo Davide, giudeo, che in alcuni manoscritti del testo stesso appare nella veste di autore sotto il nome di Avendauth, cioè Ibn David.
Tratta dell'ordine gerarchico delle cause, a partire dalla prima, anteriore all'eternità, all'essere stesso e, di conseguenza, all'intelligibile. La causa prima risulta dunque indefinibile, ma la si può chiamare Bene, o Uno. Tutto ciò che non è Bene/Uno è molteplice: la prima di queste cose create è l'essere, seguito da un'Intelligenza pura, che è piena di forme intelligibili. Ogni anima che ne discende possiede dunque naturalmente in sé i sensibili, poiché è piena delle loro forme.
L'impianto emanatista rimanda scopertamente al neoplatonismo, in particolare a Plotino.

## Testi e traduzioni
- Otto Bardenhewer, Die pseudo-aristotelische Schrift ueber das reine Gute bekannt unter dem Namen Liber de Causis (1822) Testo arabo con traduzione in tedesco
- Andreas Schönfeld, Liber de causis: Das Buch von den Ursachen, Hamburg, Felix Meiner, 2003, ISBN 3787317058 ISBN 978-3787317059: Testo arabo con traduzione in tedesco
- Adriaan Pattin, Le Liber de Causis. Edition établie à l'aide de 90 manuscrits avec introducion et notes, in Tijdschrift voor Filosofie 28 (1966) pp. 90-203: Testo latino
- Bernardo Carlos Bazan (tr.), Dennis J. Brand (red.), The Book of Causes: Liber de Causis (traduzione inglese): 1ª ed. Milwaukee, Marquette University Press, 1984; 2ª ed.  Niagara University Press, 2001
- Pierre Magnard, Olivier Boulnois, Bruno Pinchard e Jean-Luc Solère, La demeure de l'être. Autour d'un anonyme. Etude et traduction du Liber de Causis, Paris, Vrin, 1990 (traduzione francese)

## Commentari
- Albertus Magnus, Liber de causis et processu universitatis a prima causa (latino)
- Sancti Thomae de Aquino super librum De Causis expositio (latino)

## Letteratura secondaria
- Manuel Alonso Alonso, Las fuentes literarias del Liber de causis. Al-Andalus: revista de las escuelas de estudios árabes de Madrid y Granada, (10), 1945, pp. 345-382.
- Paloma Llorente Megías, Liber de Causis: Indice y Concordancia, Firenze, Olschki 2004.
- Andreas Bächli-Hinz, Monotheismus und neuplatonische Philosophie: Eine Untersuchung zum pseudo-aristotelischen Liber de causis und dessen Rezeption durch Albert den Großen, Frankfurt, Academia Verlag, 2002.
- Cristina d'Ancona Costa, Recherches sur le Liber de causis, Parigi, Vrin, 2002.